# Oreocnide integrifolia
Oreocnide integrifolia là loài thực vật có hoa trong họ Tầm ma. Loài này được (Gaudich.) Miq. mô tả khoa học đầu tiên năm 1869.